# 黑沙村
黑沙村（葡萄牙語：Povoação de Hac Sá）是位處於澳門離島路環東南部的村落，附近有黑沙海灘，比九澳村小，是一个有百年历史的小渔村。因與市區隔絕。

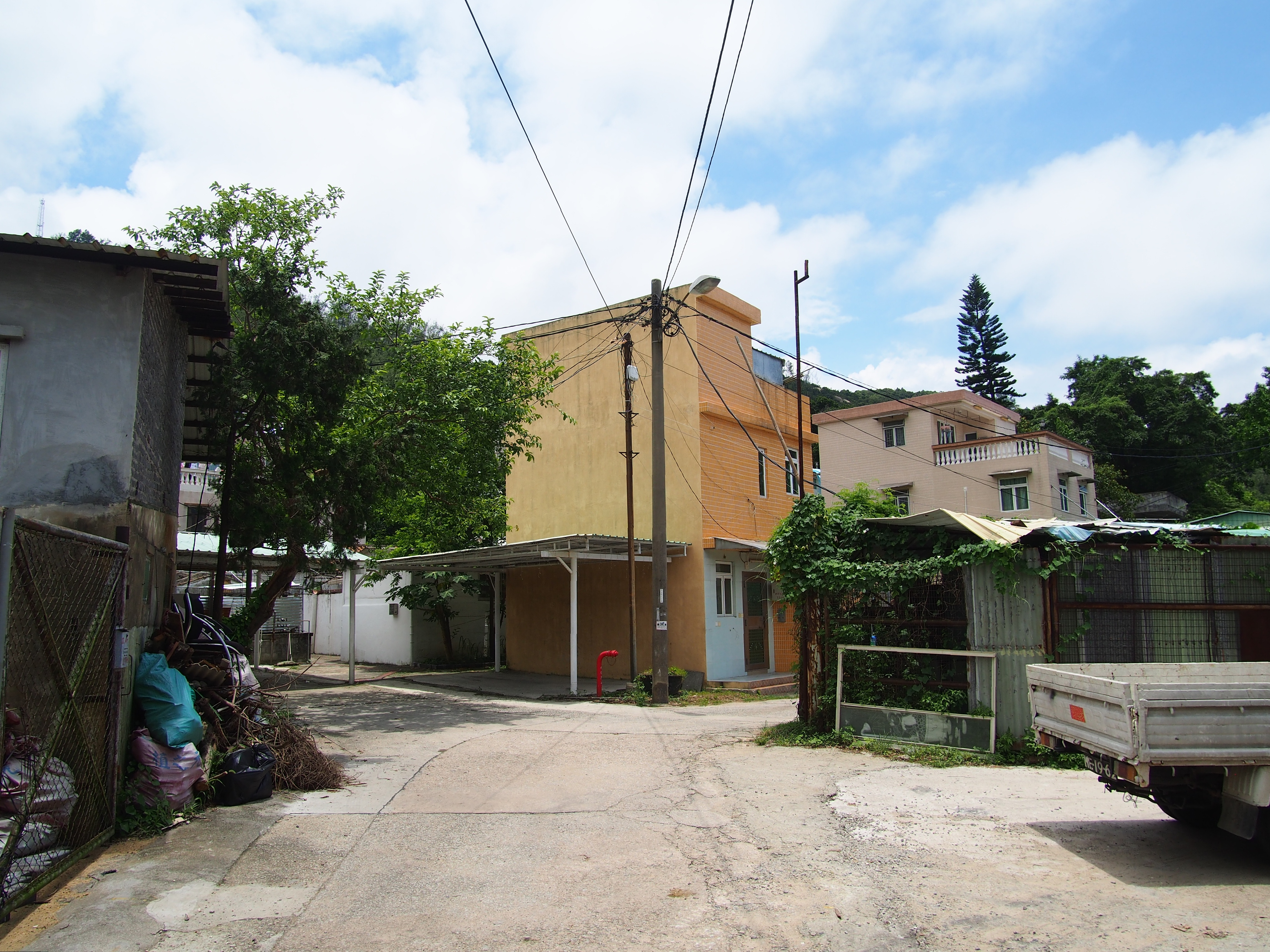
黑沙村

## 交通不便
附近有「黑沙海灘」巴士站，15、15T、21A、26A、N3夏季路線停靠該站。
因應澳門巴士專營權變動，自2011年8月1日開始，經營15路線的巴士公司由原來的澳巴改為新福利，班次亦改為35分鐘一班。
2013年，交通事務局在黑沙海灘附近增設巴士站，分別為「黑沙村-1」（葡萄牙文：POVOAÇÃO DE HÁC SÁ -1、英文：Hac Sa Village -1）、「黑沙村-2」（葡萄牙文：POVOAÇÃO DE HÁC SÁ -2、英文：Hac Sa Village -2），供新福利15路線、澳巴21A停靠。
2022年7月18日至22日，開設15S路線，停靠「黑沙村-1」及「黑沙村-1」站，方便往返路環島偏遠地區居民在“相對靜止管理”期間在區內維持基本維生出行需要。